# Igreja de San Pedro de la Mata
A Igreja de São Pedro da Mata é uma igreja católica espanhola localizada no município de Sonseca, na província de Toledo. Foi construída na segunda metade do século VII, sendo um edifício representativo da arte visigoda. Este templo recebe também o nome de "Arisgotas" ou "Casalgordo".